# Claire Gibault
Claire Gibault este un om politic francez, membru al Parlamentului European în perioada 2004-2009 din partea Franței. 
1. ↑  Claire Gibault, Discogs, accesat în 9 octombrie 2017
2. ↑  „Claire Gibault”, Gemeinsame Normdatei, accesat în 22 decembrie 2014
3. ↑   https://www.lepoint.fr/culture/claire-gibault-chef-d-orchestre-engagee-femme-politique-singuliere-02-12-2010-1269897_3.php Lipsește sau este vid: |title= (ajutor)
4. ↑  Deputații în Parlamentul European